# Authadistis nyctichroa
Authadistis nyctichroa là một loài bướm đêm trong họ Noctuidae.